# Nematophylla carinicollis
Nematophylla carinicollis är en skalbaggsart som beskrevs av Gilbert John Arrow 1938. Nematophylla carinicollis ingår i släktet Nematophylla och familjen Melolonthidae. Inga underarter finns listade i Catalogue of Life.